# Marie-Thérèse de Savoia

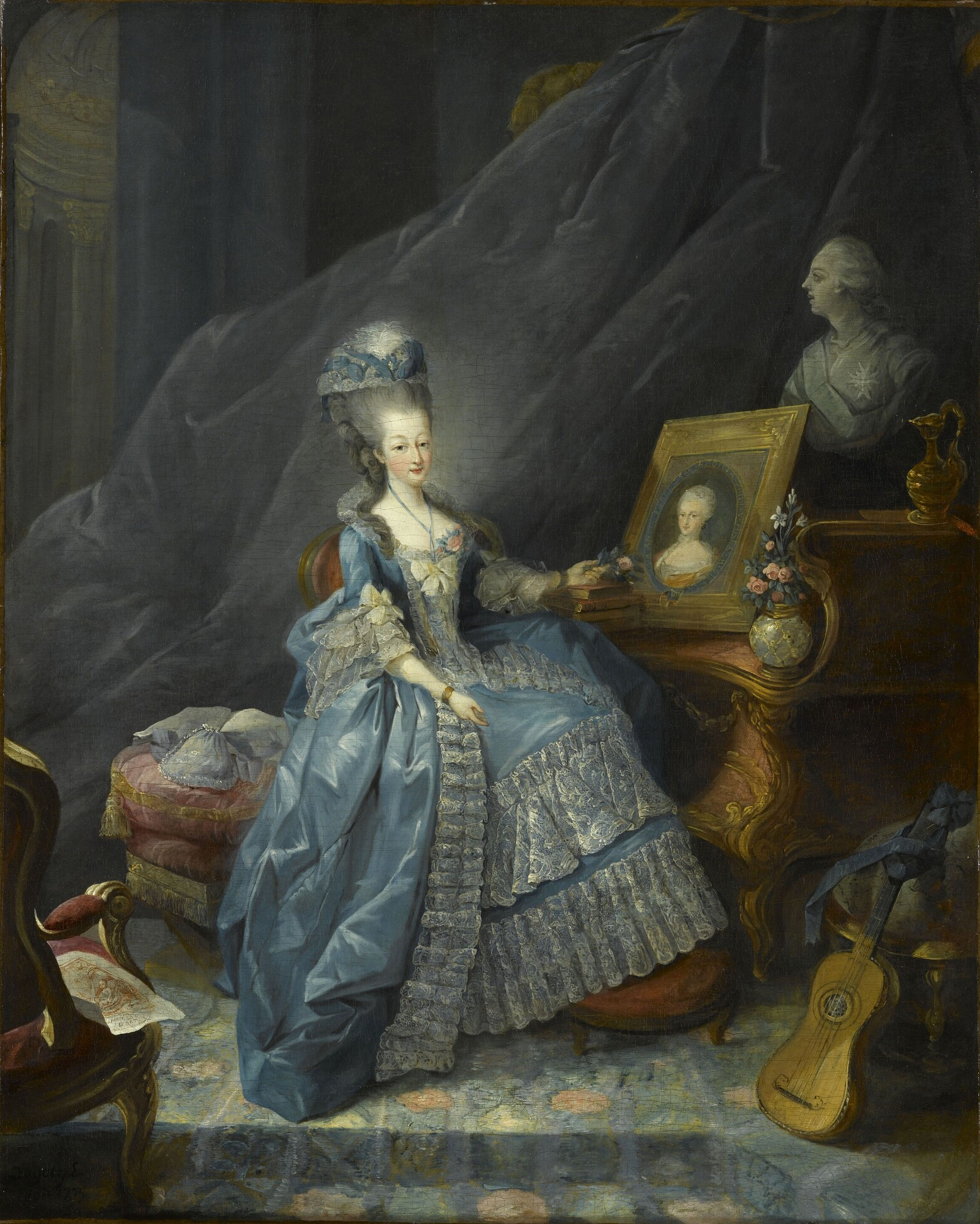
Marie Thérèse de Savoia, portret de Jean-Baptiste-André Gautier d'Agoty, 1775

Marie-Thérèse de Savoia (n. 31 ianuarie 1756 - 1805), prințesă a Sardiniei și a Piedmontului, a fost soția regelui Carol al X-lea al Franței.
Maria Teresa di Savoia  a fost cel de-al cincilea copil și de-a treia fiică a lui Victor Amadeus al III-lea al Sardiniei și a reginei Maria Antonia de Bourbon, Infantă a Spaniei. Bunicii paterni au fost Charles Emmanuel III de Sardinia și soția sa Polyxena Christina de Hesse-Rotenburg. Polixena a fost fiica lui Ernest Leopold, Landgrave de Hesse-Rotenburg. 

Bunicii materni au fost Filip al V-lea al Spaniei și a cea de-a doua soție a sa, Elizabeth Farnese.
Marie-Thérèse s-a căsătorit cu Charles-Philippe, Conte de Artois la 16 noiembrie 1773; sora ei, Marie Josephine, s-a căsătorit cu fratele lui, Ludovic de Provence.
Marie-Thérèse și Carol al X-lea au avut patru copii, ultima linie directă a Bourbonilor:
- Louis-Antoine, Duce de Angouleme (1775 – 1844)
- Sophie (1776 – 1783)
- Charles Ferdinand, duce de Berry (1778 – 1820)
- Marie-Thérèse (1783)